# Іффі Онуора
Іфем «Іффі» Онуора (англ. Ifem "Iffy" Onuora; нар. 28 липня 1967, Глазго) — колишній шотландський футболіст нігерійського походження, грав на позиції нападника. Найбільш відомий виступами за «Гаддерсфілд Таун». Після закінчення кар'єри — футбольний тренер.
Зараз він працює на посаді делегата матчу для арбітрів у Прем'єр-лізі.

## Ігрова кар'єра
Почав кар'єру за «Гаддерсфілд Таун». Він зіграв за «тер'єрів» трохи менше 200 матчів, в яких забив понад 30 голів.
У 1994 році перейшов до складу «Менсфілд Таун». Онуора грав за «оленів» два роки, зігравши за цей час 28 матчів у чемпіонаті, в яких відзначився 8 разів.
У серпні 1996 року «Джиллінгем» придбав нападника, заплативши за нього 25 тисяч фунтів стерлінгів. Саме у «Джиллінгемі» почала проявлятися здатність Онуори забивати голи, коли він забив близько 30 голів за 18 місяців перебування в клубі.
В березні 1998 року Онуора був підписаний «Свіндон Тауном». У січні 2000 року він пішов в «Джиллінгем» в оренду з правом викупу, зіграв 1 матч, після чого клуб скористався опцією викупу та повернув собі Іффі, підписавши з ним повноцінний контракт.
Онуора активно виступав за «Джилз» протягом наступних двох сезонів, перш ніж Ніл Ворнок спокусив гравця переїхати на «Бремолл Лейн» для підписання дворічного контракту з «Шеффілд Юнайтед», в якому Онуора возз'єднався зі своїм колишнім партнером по «Джиллінгему», Карлом Асабою. Однак за «Шеффілд» Оноура зіграв лише 8 матчів (рахуючи виступи в лізі та в кубкових змаганнях), та забивши один гол у ворота «Бернлі». В кінці сезону нападник отримав травму ахіллового сухожилля та більше не грав за «Юнайтед».
У серпні 2003 року було оголошено, що він продовжить виступати за «кинджалів», але на початку сезону він підписав контракт з «Вікем Вондерерз» за умовою оренди на місяць.
Після шістьох матчів за «синіх», Онуора повернувся до «Шеффілда», але одразу після цього погодився на пропозицію Пола Гроувза й пішов в місячну оренду в «Грімсбі Таун». Після закінчення терміну оренди клуб викупив Онуору у «Шеффілда» у зв'язку із травмою свого основного форварда Філа Джевонса.
Результативність Онуори не вражала: за 11 матчів чемпіонату він забив лише двічі, вболівальники клубу почали освистувати його під час матчів, про що гравець пізніше публічно розповів Grimsby Telegraph. Після різкого падіння форми клубу головний тренер команди Пол Гроувз був звільнений від своїх управлінських обов'язків, і Онуора став першим гравцем, з яким клуб попрощався через чотири місяці після підписання угоди.
Наступним клубом Іффі став «Транмер Роверз», але після трьох зіграних матчів клуб вирішив розірвати з ним контракт через місяць після його підписання.
25 березня 2004 року Онуора знову підписав контракт з «Гаддерсфілдом», який був його першим клубом у кар'єрі. Він зіграв за «тер'єрів» п'ять матчів, забив важливий гол у півфіналі плейоф проти «Лінкольн Сіті», але не зіграв у фінальному матчі проти «Мансфілда» на стадіоні «Мілленіум».
У липні Пол Мерсон запросив Оноуру на посаду граючого тренера у «Волсолл», але у жовтні він був звільнений, а згодом завершив і кар'єру гравця. За свою кар'єру Онуора забив 133 голи в майже 500 професійних матчах.

## Керівна та тренерська кар'єра
Після виходу на футбольну пенсію в 2004 році Онуора почав тренерську кар'єру.
В липні 2004 року він був тренером «Волсолла», але його контракт був анульований менеджером клубу Полом Мерсоном у жовтні того ж року, так як Мерсон відчув, що команді потрібен більш досвідчений тренер.
Пізніше, в сезоні 2004/05 років, Онуора став тренером і спеціалістом з розвитку молоді в «Свіндон Тауні». Коли головного тренера першої команди Енді Кінга було звільнено після поганого початку сезону 2005/06 років, Онуора був призначений тимчасовим менеджером «Свіндона». У грудні 2005 року Рон Аткінсон, якого раніше було звільнено з телебачення за расистські висловлювання, був призначений працювати разом з Онуорою — одним з небагатьох темношкірих менеджерів ліги. Пізніше Онуора заперечив це, стверджуючи, що Аткінсон був у клубі для зйомки документального фільму під назвою «Big Ron Manager».
Пізніше Денніс Вайз став новим менеджером «Свіндона», і Онуорі запропонували залишитися в тренерському штабі, але він відмовився від цієї пропозиції і залишив клуб. Пізніше він коментував матчі «Джиллінгем» на BBC Radio в Кенті.
Він повернувся в «Джиллінгем» у червні 2007 року як помічник головного тренера першої команди. У липні він успішно завершив фінальну частину курсу UEFA Pro License. У вересні менеджер Ронні Джепсон пішов у відставку, а Онуора був призначений, спочатку спільно з Міком Докерті, виконуючим обов'язки головного тренера. Онуора обіймав цю посаду до призначення Марка Стімсона 1 листопада і ненадовго залишився у тренерському штабі першої команди за новим режимом, а приблизно через два тижні пішов.
У лютому 2008 року він був призначений помічником Пітера Джексона в «Лінкольн Сіті». З 1 березня він став виконуючим обов'язки головного тренера «Лінкольна», тоді як Пітер Джексон проходив лікування від раку горла. У цій ролі йому допомагав Грант Браун. Під час перебування на посаді Онуори «Лінкольн» виграв п'ять і програв шість з решти матчів. 2 вересня 2009 року Пітер Джексон та Іффі Онуора були звільнені зі своїх посад у «Лінкольні» після того, як рада директорів була розчарована невдалим початком сезону 2008/09 клубом.
30 червня 2010 року він підписав однорічний контракт і почав тренувати збірну Ефіопії. За контрактом отримував місячну зарплату 13 тисяч доларів, безкоштовне житло, машину, два безкоштовні авіаквитки та телефонне обслуговування. Його зарплату та інші витрати покривала компанія MIDROC Ethiopia, що належить саудівському мільярдеру ефіопського походження, шейху Мохаммеду Аль Амуді.
Онуора був звільнений з посади головного тренера збірної Ефіопії у квітні 2011 року Федерація футболу Ефіопії посилалася на дисциплінарні підстави для його звільнення всього через місяць після поразки команди з рахунком 4:0 від Нігерії в матчі кваліфікації Кубка африканських націй 2012 року в Абуджі. За час його перебування на посаді головного тренера збірна Ефіопії провела 11 матчів, вигравши чотири, зігравши внічию один і програвши шість матчів.
Про час своєї роботи у збірній Ефіопії Оноура написав книгу «There's some cows on the pitch, they think it's all over…it is now! An extraordinary account of a year inside African football», опубліковану в 2012 році у співавторстві з Гремом Клаттоном.
У тому ж 2012 році почав працювати послом з питань рівності та регіональним тренером в Професійній футбольній асоціації.
У березні 2018 року приєднався до тренерського складу молодіжної збірної Англії.

## Особисте життя
Онуора, народжений у Глазго в сім'ї нігерійців, виріс у Мерсісайді, навчався в католицькому коледжі Святого Серця в Кросбі, який пізніше відвідував і його двоюрідний брат Віктор Анічебе. Почав грати у футбол ще у Мерсісайді, а в середині вісімдесятих років недовго грав за молодіжну команду «Евертона».
Онуора є відомим вболівальником «Евертона».
Має двох сестер — Аніку, яка є бронзовою олімпійською спринтеркою та Емі, академікиню, авторку книги Pitch Black про темношкірих британських футболістів.
Має ступінь з економіки в Бредфордському університеті.
Онуора був одружений з Хелен і мав двох дочок — Роксану та Елішу.

## Тренерська статистика
| Команда         | Початок роботи       | Кінець роботи       | Офіційні матчі | Офіційні матчі | Офіційні матчі | Офіційні матчі | Офіційні матчі |
| Команда         | Початок роботи       | Кінець роботи       | Матчі          | Перемоги       | Поразки        | Нічиї          | % перемог      |
| --------------- | -------------------- | ------------------- | -------------- | -------------- | -------------- | -------------- | -------------- |
| «Свіндон Таун»  | 26 вересня 2005 року | 2 травня 2006 року  | 40             | 9              | 15             | 16             | 22,5           |
| «Джиллінгем»    | 9 вересня 2007 року  | 8 жовтня 2007 року  | 9              | 4              | 3              | 2              | 44,44          |
| «Лінкольн Сіті» | 1 березня 2008 року  | 6 травня 2008 року  | 11             | 5              | 6              | 0              | 45,45          |
| Ефіопія         | 30 червня 2010 року  | 18 квітня 2011 року | 11             | 4              | 6              | 1              | 36,36          |